# کنجی ناکازاکی
کنجی ناکازاکی (انگلیسی: Kenji Nagasaki؛ زادهٔ ۱۲ فوریهٔ ۱۹۷۲) پویانما، و کارگردان فیلم اهل ژاپن است. وی از سال ۲۰۰۱ میلادی تاکنون مشغول فعالیت بوده‌است.